# Kelso Old Parish Church

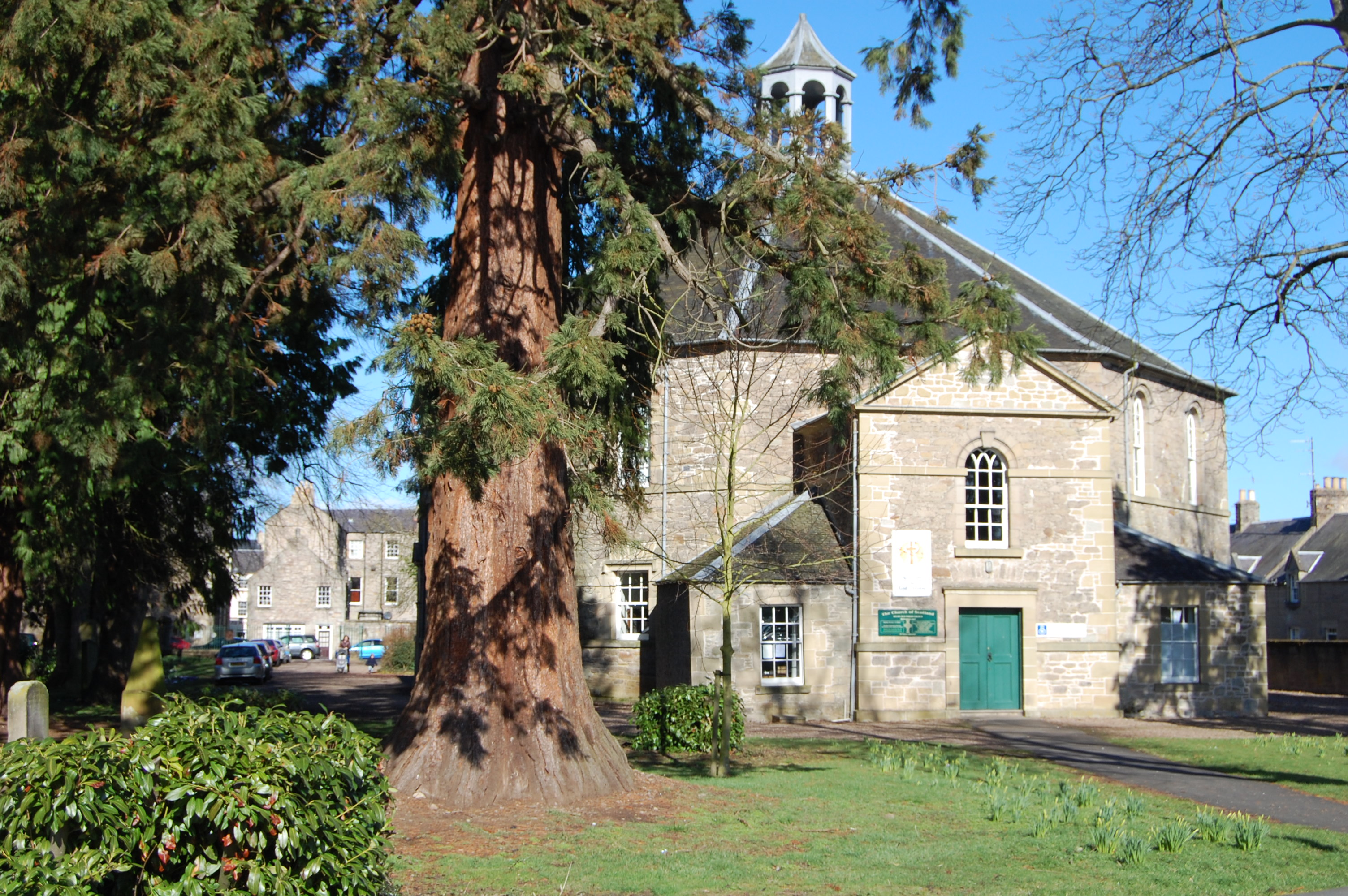
Kelso Old Parish Church

Die Kelso Old Parish Church ist ein Kirchengebäude der presbyterianischen Church of Scotland in der schottischen Kleinstadt Kelso in der Council Area Scottish Borders. 1971 wurde das Bauwerk in die schottischen Denkmallisten in der höchsten Denkmalkategorie A aufgenommen.

## Beschreibung
Die Kelso Old Parish Church steht an der Abbey Road im Zentrum von Kelso unweit der Kelso Abbey. Das zwischen 1771 und 1773 erbaute Gebäude ersetzte ein Vorgängerbauwerk am Standort. 1823 wurde die Kelso Old Parish Church überarbeitet und 1833 ein Geläut hinzugefügt. Auch James Gillespie Graham reichte einen Entwurf zur Überarbeitung ein, der jedoch nicht umgesetzt wurde.
Das Gebäude besitzt einen oktogonalen Grundriss. Sein Mauerwerk besteht aus grob behauenem Bruchstein, der zu einem Schichtenmauerwerk verbaut wurde. Gebäudeöffnungen sind mit Naturstein eingefasst. Zwei Portale an den Ost- und Westseiten sind mit Gesimsen verziert. Zwischenzeitlich wurden sie mit Mauerwerk verschlossen. Das Gebäude schließt mit einem schiefergedeckten Zeltdach mit oktogonaler Laterne. Der hölzerne Dachreiter mit offenem Geläut über dem Nordportal im Italianate-Stil wurde 1833 hinzugefügt.